# Management du système d'information

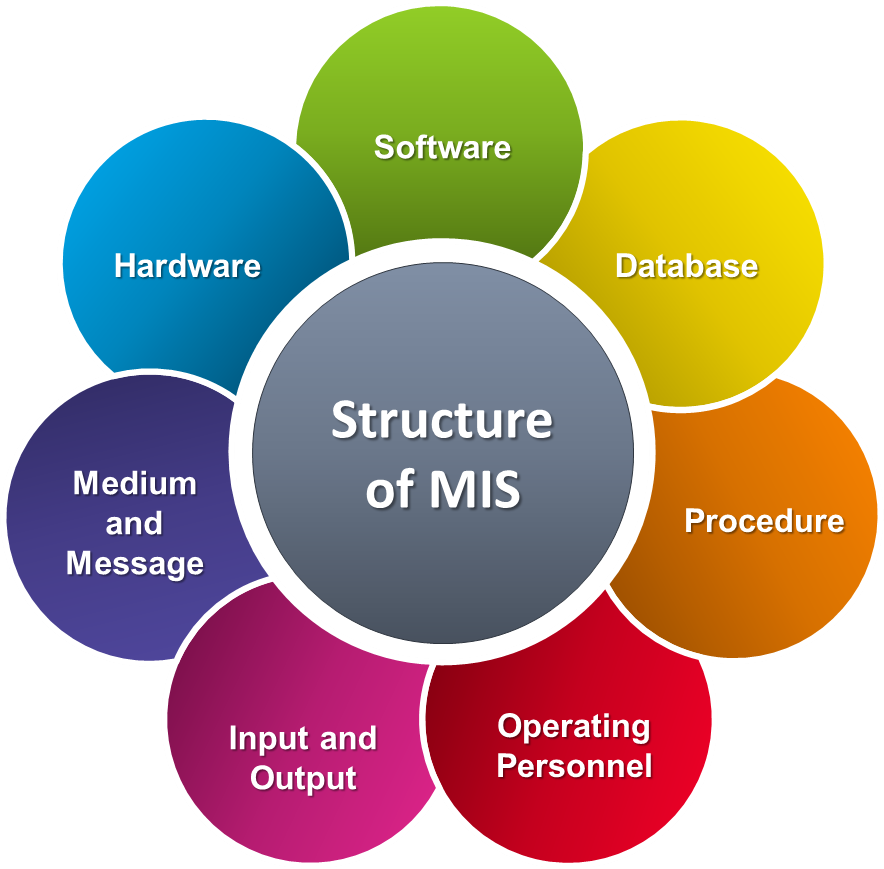
Visuel illustrant divers aspects du management du système d'information

Le management du système d'information ou la gestion des systèmes d'information (aussi appelé dans un sens plus restreint : informatique de gestion et parfois management de la performance) est une discipline des sciences de gestion ou du management regroupant l'ensemble des connaissances, des techniques et des outils assurant la gestion de données et leur sécurité, et plus généralement l'organisation et la protection du système d'information.
Le système d'information doit être organisé, finalisé, construit, animé et contrôlé, ce qui constitue un moyen d'optimisation de la performance de l'entreprise.
C’est une science en perpétuelle évolution en raison des nouveaux métiers émergents dans les systèmes d’information.

## Enjeux et évolution du management de l'information

### Enjeux du management de l'information
Afin de satisfaire au mieux l’organisation, il est important de réaliser un système d'information (SI) cohérent et agile pour intégrer les nouveaux besoins de l’entreprise. Mais le management des systèmes d’information doit également permettre de tirer profit des nouvelles technologies.
La sécurité des systèmes d’information est un enjeu majeur du management des SI. En effet, la diminution des vulnérabilités induites par le facteur humain et la sécurité propre du SI sont des facteurs primordiaux que le directeur des systèmes d'information (DSI) doit prendre en compte. La continuité en cas de sinistre prend une dimension véritablement importante induite par les nouvelles normes réglementaires (Bâle II, Sarbanes-Oxley, Loi de sécurité financière…). Le DSI doit s’assurer que les normes humaines et techniques soient respectées en cas de sinistre mais également que l'organisation permette de répondre efficacement et rapidement aux problèmes informatiques.
Le management des SI pose également des questions concernant l’éthique et l’impact social. En effet, certaines normes protègent les salariés de l’entreprise, notamment concernant la protection de la vie privée et la propriété intellectuelle. Le système d’information ne doit pas violer ces normes éthiques dans le but d’éviter toute répression juridique. Pour cela, le management des systèmes d’information doit permettre au DSI de mettre en place une politique d'organisation au sein du système d’information afin de protéger les données ainsi que les flux d’informations.
Les enjeux juridiques et fiscaux du management des systèmes d’information sous-entendent l’importance d’intégrer et de maîtriser les contraintes légales et fiscales liées à l’informatisation de leurs systèmes d’information. Il permet également de répondre aux demandes des représentants de l’administration fiscale et de mettre à disposition les informations nécessaires et seulement celles-ci.

### Évolution du management des systèmes d'information
Le concept du « Management des Systèmes d’Information » est apparu dans le milieu des années 1960 aux États-Unis et quelques années plus tard en France. Cette notion a cependant fortement évolué jusqu’à aujourd’hui où elle concerne non seulement le management des TI et le « Management Information Systems ».
Le management du système d'information est influencé par les recherches réalisées sur les structures des systèmes, et la conceptualisation de l'aide à la décision au niveau informatique. Au niveau gestion, il est influencé par le service de gestion de la qualité dans les entreprises.
Enfin, les économistes (Robert Solow, Daniel Cohen..) ont montré que les systèmes d'information ne généraient de gains de productivité que s'ils étaient accompagnés de changements d'organisation. Le changement dans les organisations est donc indissociable du logiciel. Cette nouvelle dimension impose à une science plutôt dure originellement de se tourner vers les techniques d'amélioration continue comme le Lean.

## La place des systèmes d'information dans le management des organisations

### Les systèmes d'information au service de l’organisation
L’information est un principe fondamental de la stratégie. En conséquence, le SI est également un outil essentiel dans la stratégie d'entreprise. D’une part, elle permet aux employés de l’organisation de mettre en œuvre les décisions de la direction générale. D'autre part, les systèmes d’information permettent de définir une politique propre à l’entreprise (ex : e-commerce).
Certains systèmes de nature différente ont ainsi fait leur apparition afin de permettre à l’organisation d’acquérir un avantage concurrentiel. Ce phénomène s’illustre par une domination par les coûts, une différenciation ou une stratégie de niche. Pour ce qui est de la stratégie de domination par les coûts, l'urbanisation du système d'information constitue un outil de réingénierie pouvant permettre d'atteindre une lean IT plus efficiente. De plus, les SI peuvent être utiles aux décideurs dans le processus de conception et de choix de la stratégie à mettre en place grâce à la récolte et au traitement des informations ayant un caractère décisionnel. Cependant traditionnellement le système d'information réalise un alignement stratégique avec la stratégie globale de l'entreprise.

### Composants du système d'information
Le SI est lui-même composé de matériels et logiciels ayant des conséquences dans le management des organisations. En effet, l’infrastructure technologique du système d’information est un ensemble de dispositifs pouvant provoquer des changements d'organisation dans une entreprise. Ces outils sont reliés par des réseaux informatiques permettant à l’information de circuler rapidement dans l’entreprise. De plus, des entrepôts de données permettent de collecter et structurer les différentes informations dans le but de piloter l’activité.
Le progiciel de gestion intégré a pour effet de faciliter la fluidité des processus d'organisation et de simplifier la gestion des infrastructures. Alors que certaines applications ont une vocation interne à l’entreprise (gestion de la chaîne logistique), d’autres sont davantage tournées à l’extérieur (gestion de la relation client).

### Système d'information et aide à la décision
L'informatique décisionnelle a pour principal objectif d’assister les managers. C’est un enjeu essentiel depuis les débuts des systèmes d’information qui peut s’expliquer par l’importance de l’information dans la prise de décision. Les SIAD (système d'information d’aide à la décision) aident à la préparation et au choix de la décision grâce à des dispositifs permettant l’accès aux données et à des tests de validité. Les dirigeants devront prendre des décisions stratégiques grâce aux informations dites Business Intelligence et au management des systèmes d’information.

## Démarche du management des systèmes d'information

### La gestion du changement
Le management des systèmes d’information est essentiel afin de faire face aux changements perpétuels de manière efficace. En effet, il est plus difficile dans une organisation de modifier les habitudes de travail (routines, structure de l’organisation, accès à l’information…) plutôt que de changer les outils techniques. Cet obstacle est la raison de bien des échecs dans le domaine des systèmes d’information puisqu’un quelconque changement peut provoquer des distorsions de la part des utilisateurs. Le Cigref (2003) précise « la préoccupation dominante, au sein des entreprises confrontées à de forts enjeux d’informatisation, demeure la mise au point de la solution technique, c'est-à-dire le système informatique lui-même ». Il apparaît ainsi évident que la focalisation sur les seuls éléments techniques d’un projet SI permet d’apaiser le manager en lui donnant l’illusion d’un contrôle des résultats par son aspect tangible et moderne. Cela revient à diminuer l’importance du management du changement et la dimension humaine du projet.
Pourtant, c’est une dimension essentielle de la gestion de projet d'un système informatique. Il est en effet important d’anticiper les problèmes qui peuvent apparaître et cela a posteriori de la naissance du projet.
Le Cigref précise (2003) que : le changement existe au-delà de la mise en place d’un projet, il convient de tirer les leçons des changements passés en prenant du recul et en réutilisant les exemples pour aider à la décision, il faut trouver le juste équilibre en se posant des questions telles que : peut-on se passer d’une conduite du changement ? Quels sont les risques associés ? Il n’existe pas de façon unique de conduire le changement, qui va d'une vision classique "former les utilisateurs au nouvel outil" aux démarches d'amélioration continue prônées par le Lean et l'impliquant totalement dans la construction même du système.
Plusieurs méthodes permettent d’organiser et d'assister la coopération entre les représentants du métier, utilisateurs et informaticiens tout au long du cycle de développement d’un projet. De même, plusieurs modèles issus de la recherche en management, dont le Modèle d'acceptation de la technologie, permettent d'évaluer les réactions des individus à la mise en place d'un nouveau système et de prédire leur comportement à son propos.

### Les projets de système d'information
La préparation d’un projet de SI relance les enjeux du management des systèmes d’information. Il est primordial d’anticiper le déroulement de projet, notamment dans le plan de l'organisation, afin d’éviter des entorses futures au projet. La préparation du projet de SI est donc un élément primordial que doit prendre en compte un chef de projet afin de limiter les futurs problèmes inhérents au projet.

### L'audit du système d'information
L’audit des SI a pour objectif de mettre en évidence les dangers liés à l’infrastructure technique ainsi que les risques fonctionnels du SI. Il couvre un périmètre plus large que l’audit informatique car il s’intéresse davantage aux aspects fonctionnels et de l'organisation liés au système d’information en plus de l’aspect technique. L’audit des SI s’appuie sur une méthodologie appelée CobiT qui constitue le référentiel international de contrôle en matière des systèmes d’information. Celui-ci offre certains standards de contrôle ainsi que des « bonnes pratiques » dans l’appréciation des dangers informatiques. L’audit des systèmes d’information est donc l’acteur de contrôle du management des systèmes d’information.

### Formations en management des systèmes d'information et en informatique de gestion
En France, il existe une distinction claire entre plusieurs types d'enseignement :
- Des enseignements d'informatique (théorique, industrielle...), généralement présents dans la plupart des universités, dans bon nombre d'écoles d'ingénieurs et, à un niveau plus modeste, dans certains IUT.
- Des enseignements "d'informatique de gestion", au sens restrictif décrit plus haut. Ceci reste de l'informatique, seul le domaine d'application (et donc les méthodes d'analyse des problèmes) change. Quelques écoles supérieures offrent ces enseignements, que l'on trouve aussi dans les lycées au niveau Bac + 2 (BTS en informatique de gestion) et dans les universités au niveau Master (filière MIAGE).
- Des enseignements d'introduction aux systèmes d'information et de management des systèmes d'information, clairement distincts d'éventuels cours d'informatique ou de bureautique, dans la plupart des écoles de commerce et dans les IAE. Il existe ainsi plusieurs Masters spécialisés, souvent en "Système d'information et Contrôle de Gestion" ou SIC.
- Des écoles de management des systèmes d'information qui proposent des mastères spécialisés en management des systèmes d'information.

À ce sujet, la réforme des études comptables, impulsée par l'Ordre des experts comptables à la suite du passage de la France au système LMD, a eu pour conséquence un renforcement considérable de ces enseignements de management des systèmes d'information tant au niveau licence (DCG et licence CCA) que Master (DSCG et Master CCA). Sur l'ensemble du cycle, ce sont plus de 300 heures qui sont délivrées sur ce thème.
En Belgique, les Hautes écoles proposent la formation Bachelor en 3 ans. Le Bachelier en Informatique de gestion est un informaticien avec une solide base de programmation et un savoir-faire de haute qualité dans l’ensemble des techniques informatiques logicielles au sens le plus large du terme.
Au Cameroun (Yaoundé), l'Université catholique d'Afrique centrale offre un master en Management des Systèmes d'Information (MSI) de deux ans.
En Suisse, l'informatique de gestion est enseignée en École supérieure ou en Haute école spécialisée. La formation aboutit respectivement à un titre officiel et reconnu par la Confédération suisse d' "Informaticien de gestion dipl. ES" ou à un "Bachelor of Science HES en informatique de gestion". Le titre ES est l'équivalent d'un BTS français, tandis que le Bachelor est similaire à la licence professionnelle française.
Au Québec, 47 différents CÉGEP enseignent l'informatique de gestion.

## Bonnes pratiques ITIL
Le management du système d'information fait l'objet de bonnes pratiques (best practices), qui sont décrites dans le référentiel ITIL. Ce référentiel est né au Royaume-Uni à la fin des années 1980. Contrairement à ce que son nom indique, il ne se limite pas aux infrastructures matérielles, mais couvre bien l'ensemble du management du système d'information, avec une approche services.
Il existe plusieurs versions d'ITIL. La version V2 comporte elle-même 8 livres :
- le soutien des services (service support),
- la fourniture des services (service delivery),
- la gestion des infrastructures informatiques (ICT infrastructure management),
- la gestion de la sécurité (security management),
- le point de vue métier (the business perspective),
- la gestion des applications (application management),
- la gestion des actifs logiciels (software asset management),
- la planification pour la mise en œuvre des services (planning to implement software management).

En 2011, ce sont surtout les deux premiers livres du référentiel (soutien des services, fourniture des services), constituant la gestion des services informatiques (ITSM) qui sont connus en France. Les autres livres sont très peu connus.
Les contenus connus d'ITIL v3 en tant que processus sont décrits dans ITIL 4 en tant que 34 pratiques. Ils font partie de l'ITIL-SVS. Chaque pratique doit être considérée en relation avec les six activités de la chaîne de valeur des services ITIL.
| Général Management Practices | Service Management Practices | Technique Management Practices                                                                         |
| --- | --- | --- |
| - Strategy Management - Portfolio Management - Architecture Management - Service Financial Management - Workforce and Talent Management - Continual Improvement - Measurement and Reporting - Risk Management - Information Security Management - Knowledge Management - Organizational Change Management - Project Management - Relationship Management - Supplier Management | - Business Analysis - Service Catalogue Management - Service Design - Service Level Management - Availability Management - Capacity and Performance Management - Service Continuity Management - Monitoring and Event Management - Service Desk - Incident Management - Service Request Management - Problem Management - Release Management - Change Enablement - Service Validation and Testing - Service Configuration Management - IT Asset Management | - Deployment Management - Infrastructure and Platform Management - Software Development and Management |